# Le Dieu rouge (nouvelle)
Cet article concerne la nouvelle. Pour le recueil de nouvelles, voir Le Dieu rouge.
Le Dieu rouge (titre original : The Red One) est une nouvelle de l'écrivain américain Jack London, publiée après sa mort aux États-Unis en 1918. En France, elle a paru pour la première fois en 1938.

## Historique
La nouvelle est publiée initialement dans le Cosmopolitan en octobre 1918, avant d'être reprise dans le recueil The Red One en octobre 1918.

## Résumé
Bassett, un naturaliste venu dans la jungle de Guadalcanal pour attraper un papillon rare, est ensorcelé par un son merveilleux entendu sur la plage où il débarque. Il se lance à l'origine de ce son, miné par les fièvres et pourchassé par des cannibales coupeurs de têtes. Ceux-ci adorent une sphère rouge géante, d'origine apparemment extraterrestre, qui émet ce son comparable à la trompette d'un archange.

## Éditions

### Éditions en anglais
- The Red One, dans le Cosmopolitan, périodique, octobre 1918.
- The Red One, dans le recueil The Red One, New York ,The Macmillan Co, octobre 1918.

### Traductions en français
- Le Dieu rouge, traduction de Louis Postif, in Ric et Rac, périodique, 14 septembre 1938.
- Le Dieu tombé du ciel, traduction de François Postif, in Le Dieu tombé du ciel, recueil, U.G.E., 1975.
- Le Dieu tombé du ciel, traduit par François Postif, in Mille fois mort, recueil, 10/18, 1981.
- Le Dieu rouge, traduit par Aurélie Guillain, Gallimard, 2016[1].